# Abbaye de Moulins-Warnant
L'abbaye de Moulins, située à Anhée (Namur, Belgique), au bord de la Molignée et près de son embouchure dans la Meuse, était une abbaye cistercienne. Fondée en 1233, comme monastère de moniales, l'abbaye est confiée aux moines cisterciens en 1414. Elle est supprimée comme inutile par les lois antireligieuses de Joseph II (1785).

## Histoire

### Moniales cisterciennes
En 1233, Philippe II de Courtenay, comte de Namur et dernier empereur de Constantinople, offre un terrain à l’abbaye de Cîteaux pour une fondation de moniales cisterciennes. Quatre ans plus tard la chapellenie de l’ermitage de Saint-Héribert, dans la forêt de la Marlagne y est ajoutée. 
Deux siècles plus tard, l’abbaye est réputée manquer gravement à la discipline religieuse. En fait, souvent des jeunes filles et dames nobles y étaient placées sans qu’elles aient vraiment souhaité y vivre comme religieuses. Guillaume II de Namur, se plaint auprès du chapitre général de Cîteaux qui envoie les abbés de Clairvaux, Aulne et Villers y faire une visite canonique.

### Moines cisterciens en 1414
Lors d’une cérémonie assez exceptionnelle, le 23 mars 1414 - à l’issue de la messe - les abbés lisent le décret par lequel l’abbesse était déposée, les moniales libérées de leurs vœux d’obéissance et de stabilité monastique (à Moulins). Elles reçoivent une pension qui leur permet de se retirer dans d’autres monastères. Des moines sont envoyés de Villers et Aulne pour prendre leur relève. Jean de Gesves est leur premier abbé.
Jean de Gesves avait déjà contribué au relèvement de Marche-les-Dames en y envoyant Marie de Bervier avec un groupe de religieuses qu’il avait formées. Il se trouvait à Marche, comme leur aumônier, lorsqu’il fut choisi comme premier abbé de Moulins.
Une église est mise en chantier et consacrée en 1444. L’abbaye est religieusement florissante. Déjà en 1430 des moines avaient été envoyés à Walcourt pour fonder l’abbaye du Jardinet. D’autres fondations suivent: l’abbaye de Nizelles en 1441 (diocèse de Cambrai) et l’abbaye de Boneffe en 1461.
En 1465 l’abbaye est victime d’un conflit qui oppose les Dinantais au prince-évêque de Liège. Rendus furieux par une mesure d’excommunication prises à leur encontre les Dinantais pillent et incendient l’abbaye. L’abbé Nicolas Neumart (décédé en 1498) dirige la reconstruction.
Un siècle plus tard les ‘visiteurs’ sont les troupes françaises venues faire le siège de Dinant et Bouvignes. Après leur départ les moines se remettent à l’œuvre.

### XVIIeetXVIIIesiècles
Les temps sont plus calmes mais insensiblement l’abbaye passe sous contrôle politique et séculier. C’est la période des abbés commendataires. Ce qui occasionne d’autres problèmes.
En 1646, Jean Rampen est élu abbé. La lettre de confirmation met un temps considérable à lui parvenir. De plus elle contient des ordres étonnants : il lui est enjoint d’augmenter les effectifs de son abbaye.
Les deux abbés suivants, qui proviennent de l’abbaye de Cambron, sont imposés par le pouvoir politique. Antoine Le Waitte , théologien érudit par ailleurs, ‘reçoit’ Moulins, car un autre avait pris sa place à Cambron (il y retourne en 1662). Après lui Barthélemy van den Perre (abbé de 1662 à 1695) est imposé à Moulins car frère de l’évêque de Namur.
C’est la lente décadence, marquée également par la diminution du nombre de moines. Le 4 février 1748, Bruno Vallez reçoit la bénédiction abbatiale. Créature du gouvernement français, il déplaît aux autorités autrichiennes qui demandent une nouvelle élection. Le chapitre monastique se réunit le 15 décembre 1749 et Bruno Vallez est réélu. Il sera le dernier abbé de Moulins.

### Fin et suppression
En 1785, l’administration du temporel du monastère est retirée à l’abbé et aux religieux. Joseph II, dans son désir de ‘rationalisation’ religieuse et de soumettre l’Église à son administration (le ‘joséphisme’) y fait nommer un commissaire séculier. Les protestations et l’insoumission des moines sont prétextes à la fermeture de l’abbaye. Le 25 mars 1787, les moines reçoivent une pension et sont expulsés. 
Trois ans plus tard, les anciens moines tentent de reprendre la vie commune dans leur monastère désert. Les formalités administratives traînent. Arrive la révolution française qui balaie tous leurs espoirs.

### XIXeetXXesiècles
Pour un temps l'abbaye est hôpital militaire. Puis elle est vendue comme bien public, en 1797. Un certain Louis Rousseau l'achète qui s'empresse de démanteler église et les bâtiments monastiques pour en faire du matériau de construction : il construit son propre château. Le reste de la propriété est vendu à nouveau en 1827. 

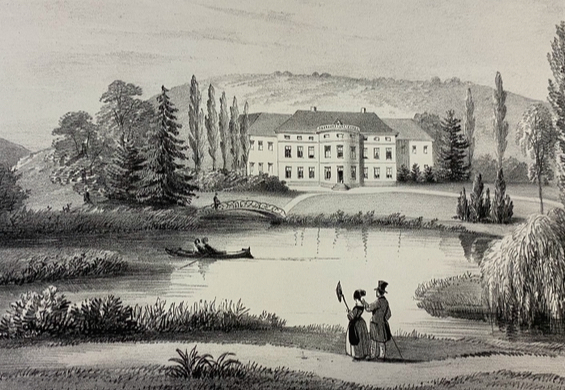
Le château de Moulins à Warnant en 1844

Grâce à la Molignée et le moulin tout proche une usine à cuivre fonctionne dans les lieux, jusqu'en 1978.

## Aujourd'hui
Des vestiges de l'abbaye ont survécu. Il s'agit de bâtiments du XIIIe et XVIIe siècles convertis en ferme, laquelle avec ses granges a été transformée et est aujourd'hui disponible comme gite de plus ou moins longue durée pour groupes et familles. Séminaires et banquets sont également organisés dans cet ensemble. Le palais abbatial est une demeure privée.